# Eupsophus septentrionalis
Az Eupsophus septentrionalis a kétéltűek (Amphibia) osztályának békák (Anura) rendjébe és az Alsodidae családba, azon belül az Eupsophus nembe tartozó faj.

## Előfordulása
Az Eupsophus septentrionalis Chile endemikus faja. Az ország középső részén, a tengerpart mentén húzódó hegység egy keskeny sávján, a déli szélesség 35°28′ és 36°27′ között honos. A típuspéldányt a Los Queules Nemzeti Rezervátumban, 450 m magasságban jegyezték fel.

## Természetvédelmi helyzete
A vörös lista a veszélyeztetett fajok között tartja nyilván. Populációja súlyosan fragmentált. A faj számára a mezőgazdaság és a fakitermelés jelent veszélyt. Elterjedési területe több védett körzetre is esik. 